# La Rousse (roman)
Pour les articles homonymes, voir La Rousse.
La Rousse (Fuzz dans l'édition originale américaine) est un roman policier américain de Ed McBain, nom de plume de Salvatore Lombino, publié en 1968. C’est le vingt-deuxième roman de la série policière du 87e District et le deuxième, après À la bonne heure (The Heckler, 1960), à mettre en scène le criminel surnommé Le Sourdingue (The Deaf Man (en) dans le texte original).

## Résumé
Dans une course pour arrêter une série de meurtres violents commis par Le Sourdingue, un maître du crime déjà connu de la police, les flics du 87e District font des heures supplémentaires pour parcourir les rues froides, coucher dans des ruelles puantes, porter des déguisements, multiplier les appels et les écoutes téléphoniques, afin d'empêcher le tueur d'ajouter à son tableau de chasse plus de victimes... y compris eux-mêmes!

## Éditions
Édition originale en anglais
- (en) Ed McBain, Fuzz, New York, Doubleday, 1968

Éditions françaises
- (fr) Ed McBain (auteur) et Denise May (traducteur) (trad. de l'anglais), La Rousse [« Fuzz »], Paris, Gallimard, coll. « Série noire no 1295 », 1969, 191 p. (ISBN 2-07-048295-2, BNF 35146275)
- (fr) Ed McBain (auteur) et Denise May (traducteur), La Rousse [« Fuzz »], Paris, Gallimard, coll. « Carré noir no 516 », 1984, 192 p. (ISBN 2-07-043516-4)
- (fr) Ed McBain (auteur) et Denise May (traducteur) (trad. de l'anglais), La Rousse [« Fuzz »], Paris, Gallimard, coll. « Série noire no 1295 », 1996, 294 p. (ISBN 2-07-049466-7, BNF 35845197)
  - Traduction révisée et augmentée.
- (fr) Ed McBain (auteur) et Denise May (traducteur) (trad. de l'anglais), La Rousse [« Fuzz »], Dans 87e District, volume 4, Paris, Éditions Omnibus, 2000, 1040 p. (ISBN 2-258-05357-9, BNF 37184893)
  - Ce volume omnibus contient les romans La Rousse, Mort d'un tatoué, En pièces détachées, Tout le monde sont là !, Après le trépas, Le Sourdingue et Branle-bas au 87.

## Adaptation
- 1972 : Les Poulets (Fuzz), film américain réalisé par Richard A. Colla, adaptation du roman La Rousse (Fuzz), avec Burt Reynolds dans le rôle de Steve Carella

## Sources
- Jean Tulard, Dictionnaire du roman policier : 1841-2005. Auteurs, personnages, œuvres, thèmes, collections, éditeurs, Paris, Fayard, 2005, 768 p. (ISBN 978-2-915793-51-2, OCLC 62533410), p. 599 (Notice 87e District).